# Hrvatski predsjednički izbori 2024.
Hrvatski predsjednički izbori 2024./2025. redovni su predsjednički izbori u Hrvatskoj. Prvi krug održan je 29. prosinca 2024., a drugi krug 12. siječnja 2025. godine.
Pravo predlaganja kandidata za predsjednika Republike Hrvatske imale su političke stranke i birači. Bilo je potrebno prikupiti najmanje 10 000 jedinstvenih potpisa potpore birača u razdoblju od 29. studenoga do 10. prosinca 2024. godine kako bi kandidaturu potvrdilo Državno izborno povjerenstvo Republike Hrvatske. Ukupno je osmero kandidata ostvarilo pravovaljanu kandidaturu.
Nijedan kandidat nije dobio apsolutnu većinu pa su u drugome krugu 12. siječnja 2025. birači odlučivali između aktualnog predsjednika Zorana Milanovića i Dragana Primorca. Pobjedu je uvjerljivo s osvojenih gotovo 74,68 % glasova odnio Zoran Milanović, što je najbolji rezultat nekog predsjedničkog kandidata u hrvatskoj povijesti.
Prvi Milanovićev mandat započeo je 19. veljače 2020. i trajao je do 18. veljače 2025. Drugi Milanovićev mandat započeo je 19. veljače 2025. i završava 18. veljače 2030. godine.
Za provedbu izbora utrošeno 14,285 milijuna eura.

## Pozadina
Predsjednički izbori održavaju se u godini tijekom koje su birači u Hrvatskoj glasovali i za Hrvatski sabor u travnju te Europski parlament u lipnju.
Dana 15. ožujka 2024. sadašnji predsjednik Zoran Milanović najavio da će se kao kandidat Socijaldemokratske partije Hrvatske (SDP) natjecati za mjesto premijera. Tijekom konferencije za novinare otkrio je da će podnijeti ostavku na mjesto predsjednika u slučaju izborne pobjede na parlamentarnim izborima 17. travnja 2024. No SDP nije pobijedio na izborima pa je nastavio obnašati dužnost predsjednika.

## Izborni sustav
Predsjednik Republike Hrvatske bira se neposredno, tajnim glasovanjem, na mandat od pet godina dvokružnim sustavom, pri čemu su predsjednici ograničeni na dva puna mandata. Ustav nalaže da se predsjednički izbori održe najranije 60 dana, a najkasnije 30 dana prije isteka mandata aktualnog predsjednika. Za pobjedu u prvom krugu potrebna je apsolutna većina (50 % + 1 glas) svih danih glasova (uključujući nevažeće, prazne i neizbačene glasačke listiće). Ako niti jedan kandidat ne dobije većinu glasova, četrnaest dana kasnije održava se drugi krug u kojem sudjeluju dva kandidata s najvećim brojem glasova u prvom krugu. Pobjednikom se proglašava kandidat koji u drugom krugu dobije najveći broj glasova (većina važećih glasova). Ako jedan od kandidata koji se kvalificirao za drugi krug povuče svoju kandidaturu ili umre, kandidat sa sljedećim najvećim brojem glasova u prvom krugu zauzima njegovo mjesto u drugom krugu.
Da bi potencijalni kandidat mogao sudjelovati na izborima i imati svoje ime na glasačkom listiću, mora prikupiti najmanje 10 000 potpisa birača s pravom glasa, pri čemu svaki potpisnik može dati svoj potpis samo jednom potencijalnom kandidatu. Rok za prikupljanje navedenog broja potpisa je dvanaest dana, a nakon isteka toga roka potencijalni kandidati moraju ih dostaviti Državnom izbornom povjerenstvu na ovjeru.

## Kandidati
Izvor: Državno izborno povjerenstvo
| kandidat | kandidat              | stranka                                                         | opis | datum zaprimanja   | prikupljeni potpisi |
| -------- | --------------------- | --------------------------------------------------------------- | --- | ------------------ | ------------------- |
|          | Miro Bulj             | Most                                                            | Gradonačelnik Sinja od 2021. godine i saborski zastupnik u tri mandata od 2015. do danas. Umirovljeni časnik Hrvatske vojske. Najavu kandidature objavio je 8. listopada 2024. | 6. prosinca 2024.  | ?                   |
|          | Tomislav Jonjić       | nezavisni kandidat                                              | Odvjetnik, povjesničar i političar, suradnik Hrvatskoga institute za povijest. Doktorirao je suvremenu povijest na Hrvatskim studijima 2015. Od 2017. do 2019. godine član stranke Neovisni za Hrvatsku, 2019. prelazi u Blok za Hrvatsku, a 2024. pristupa HSP-u. Podršku kandidaturi izrazilo je više od 350 javnih podupiratelja. Najavu kandidature objavio je 23. svibnja 2024.                                                                                             | 10. prosinca 2024. | 50 000              |
|          | Ivana Kekin           | Možemo!                                                         | Aktualna saborska zastupnica I. izborne jedinice. Članica stranke Nova ljevica koja je dio Zeleno-lijeve koalicije sa strankom Možemo!. Potpredsjednica je Gradske skupštine Grada Zagreba od lipnja 2021. godine. Diplomirala je 2008. godine na Medicinskom fakultetu, nakon čega je stekla specijalizaciju iz psihijatrije i subspecijalizaciju iz psihoterapije. Najavu kandidature objavila je 10. rujna 2024.                                                              | 10. prosinca 2024. | 18 000              |
|          | Branka Lozo           | DOMiNO                                                          | Profesorica na Grafičkom fakultetu Sveučilišta u Zagrebu. Od 2020. do 2024. godine članica je stranke Domovinski pokret, a od 28. rujna 2024. godine članica je stranke Dom i nacionalno okupljanje čiji je i predsjednički kandidat. Diplomirala na Višoj grafičkoj školi 1984. Najavu kandidature objavila je 28. rujna 2024. | 10. prosinca 2024. | ?                   |
|          | Zoran Milanović       | SDP, NPS, Centar, HSS, DO i SIP, Reformisti, SU, BUZ, GLAS, MDS | Aktualni predsjednik Hrvatske od 2020. godine. Predsjednik Vlade Republike Hrvatske od 2011. do 2016. godine. Najavu kandidature objavio je 26. lipnja 2024. | 3. prosinca 2024.  | 45 833              |
|          | Dragan Primorac       | HDZ, DP, HSLS, HDS, HNS, HSU, Nezavisni                         | Bivši ministar znanosti, obrazovanja i sporta od 2003. do 2009. godine premijera Ive Sanadera. Nezavisni predsjednički kandidat na izborima 2009. godine. Najavu kandidature objavio je 30. srpnja 2024. | 4. prosinca 2024.  | 109 505             |
|          | Marija Selak Raspudić | nezavisna kandidatkinja                                         | Aktualna saborska zastupnica I. izborne jedinice. U travnju 2024. godine napušta saborski klub stranke Most. Diplomirala je 2007. godine na Filozofskom fakultetu Sveučilišta u Zagrebu studij filozofije i hrvatskog jezika i književnosti. Radila je kao spikerica i voditeljica na Z1 televiziji od 2004. do 2005. godine, a od 2015. do 2020. godine kao komentatorica događaja u emisiji Peti dan Hrvatske radiotelevizije. Najavu kandidature objavila je 22. srpnja 2024. | 9. prosinca 2024.  | ?                   |
|          | Niko Tokić Kartelo    | nezavisni kandidat                                              | Poduzetnik. Bivši kandidat za gradonačelnika Zagreba na izborima 2021. godine, na kojima sudjeluje pod imenom Željko Tokić. Najavu kandidature objavio je 2. kolovoza 2024. | 9. prosinca 2024.  | 11 807              |

### Osobe koje su odustale od kandidature ili nisu zadovoljile uvjete
- Ava Karabatić – 6. prosinca 2024. putem društvenih mreža objavljuje da nije prikupila dovoljan broj potpisa.[39]
- Aurora Weiss – 8. prosinca 2024. odustaje od kandidature.[39]
- Anton Filić – 8. prosinca 2024. odustaje od kandidature.[40]
- Slobodan Midžić – 8. prosinca 2024. DIP je objavio da kandidat nije prikupio 10 000 potpisa.[41]
- Mislav Kolakušić (PiP) – 10. prosinca 2024. putem društvenih mreža objavljuje da nije prikupio dovoljan broj potpisa.[42]
- Dražen Keleminec (A-HSP) – 10. prosinca 2024. DIP je objavio da kandidat nije prikupio 10 000 potpisa.[41]
- Karolina Vidović Krišto (OiP) – 11. prosinca 2024. DIP je objavio da kandidatkinja nije prikupila 10 000 potpisa.[3]
- Dražen Pilić – Nije predao potpise.
- Pavle Perović – Nije predao potpise.

## Prvi krug izbora
Rješenjem ministra pravosuđa, uprave i digitalne transformacije zaključen je popis birača za izbore za Predsjednika Republike Hrvatske, koji su se održali 29. prosinca 2024. godine. Na dan 20. prosinca 2024. godine novog predsjednika Republike Hrvatske imalo je pravo birati ukupno 3 762 224 birača u Hrvatskoj i inozemstvu, u 38 država. Od toga broja, 3 512 226 birača ima prebivalište u Republici Hrvatskoj, uključujući 6879 prethodno registriranih birača, dok je 249 995 birača bez prebivališta u Republici Hrvatskoj aktivno registrirano.
Nakon napada u OŠ Prečko u Zagrebu, kandidati su toga i sljedećeg dana (Dan žalosti) otkazali predizborne skupove.
Prvo sučeljavanje održalo se 13. prosinca 2024. godine u organizaciji Večernjeg lista. Na njemu je sudjelovalo šestero kandidata. Drugo sučeljavanje kandidata bilo je na HTV1 23. prosinca 2024. godine kad je sudjelovalo svih osmero kandidata. Posljednje sučeljavanje kandidata za predsjednika održalo se 27. prosinca 2024. na RTL televiziji na kojem se sudjelovalo šestero kandidata. Nakon tog sučeljavanja, nastupila je izborna šutnja koja je trajala sve do kraja izbornog dana.

### Rezultati prvog kruga izbora
| Kandidat                             | Kandidat              | Stranka                 | Prvi krug | Prvi krug | Rezultati po županijama i inozemstvu          |
| Kandidat                             | Kandidat              | Stranka                 | Glasova   | %         | Rezultati po županijama i inozemstvu          |
| ------------------------------------ | --------------------- | ----------------------- | --------- | --------- | --------------------------------------------- |
|                                      | Zoran Milanović       | SDP i partneri          | 797 938   | 49,09 %   | Rezultati predsjedničkih izbora po županijama |
|                                      | Dragan Primorac       | HDZ i partneri          | 314 663   | 19,35 %   | Rezultati predsjedničkih izbora po županijama |
|                                      | Marija Selak Raspudić | nezavisna kandidatkinja | 150 435   | 9,25 %    | Rezultati predsjedničkih izbora po županijama |
|                                      | Ivana Kekin           | Možemo!                 | 144 533   | 8,89 %    | Rezultati predsjedničkih izbora po županijama |
|                                      | Tomislav Jonjić       | nezavisni kandidat      | 82 787    | 5,09 %    | Rezultati predsjedničkih izbora po županijama |
|                                      | Miro Bulj             | Most                    | 62 127    | 3,82 %    | Rezultati predsjedničkih izbora po županijama |
|                                      | Branka Lozo           | DOMiNO                  | 39 321    | 2,41 %    | Rezultati predsjedničkih izbora po županijama |
|                                      | Niko Tokić Kartelo    | nezavisni kandidat      | 14 409    | 0,88 %    | Rezultati predsjedničkih izbora po županijama |
| važećih listića                      | važećih listića       | važećih listića         | 1 606 213 | 98,84 %   | Rezultati predsjedničkih izbora po županijama |
| nevažećih listića                    | nevažećih listića     | nevažećih listića       | 18 786    | 1,16 %    | Rezultati predsjedničkih izbora po županijama |
| Ukupno glasača                       | Ukupno glasača        | Ukupno glasača          | 1 624 999 | 46,01 %   | Rezultati predsjedničkih izbora po županijama |
| Registriranih birača                 | Registriranih birača  | Registriranih birača    | 3 762 224 | 100,00 %  | Zoran Milanović Dragan Primorac               |
| Izvor za prvi krug izbora: Izbori.hr |                       |                         |           |           | Zoran Milanović Dragan Primorac               |

## Drugi krug izbora
Temeljem potpunih rezultata izbora za predsjednika Republike Hrvatske održanih 29. prosinca 2024. godine, a kako niti jedan kandidat na izborima za predsjednika Republike Hrvatske nije dobio većinu glasova svih birača koji su glasovali, Državno izborno povjerenstvo Republike Hrvatske utvrdilo je da su se ispunjene pretpostavke za ponavljanje izbora za predsjednika Republike Hrvatske.
Kandidati u ponovljenom izboru za predsjednika Republike Hrvatske su:
- Zoran Milanović koji je dobio 797 938 glasova (49,09 %) te
- Dragan Primorac 314 663 glasova (19,35 %).[50]

Drugi krug izbora održan je dva tjedna nakon prvog kruga izbora, 12. siječnja 2025. godine.
Rješenjem ministra pravosuđa, uprave i digitalne transformacije zaključen je popis birača za drugi krug glasovanja za izbore za Predsjednika Republike Hrvatske, koji će se održati 12. siječnja 2025. godine. Na dan 3. siječnja 2025. godine, pravo glasa imalo je ukupno 3 769 598 birača u Hrvatskoj i inozemstvu. Od toga broja, 3 518 428 birača ima prebivalište u Republici Hrvatskoj, uključujući 7339 prethodno registriranih birača, dok je 251 170 birača bez prebivališta u Republici Hrvatskoj aktivno registrirano.
Uoči izbornog dana, četiri televizijska kanala najavila su sučeljavanja predsjedničkih kandidata. Sučeljavanje na HTV1 održano je 7. siječnja 2025. godine, uz sudjelovanje oba kandidata, što će ujedno bilo jedino sučeljavanje realizirano prema planu. Sučeljavanje najavljeno na RTL-u za 10. siječnja 2025. te N1 i Novoj TV najavljeno za 5. siječnja 2024. nije održano. Umjesto sučeljavanja, kandidat Dragan Primorac dao je intervjue za Novu TV i N1, dok se kandidat Zoran Milanović nije odazvao pozivima televizijskih kuća.

### Rezultati drugog kruga izbora
| Kandidat                              | Kandidat             | Stranka              | Drugi krug | Drugi krug | Rezultati po županijama i inozemstvu          |
| Kandidat                              | Kandidat             | Stranka              | Glasova    | %          | Rezultati po županijama i inozemstvu          |
| ------------------------------------- | -------------------- | -------------------- | ---------- | ---------- | --------------------------------------------- |
|                                       | Zoran Milanović      | SDP i partneri       | 1 122 859  | 74,68 %    | Rezultati predsjedničkih izbora po županijama |
|                                       | Dragan Primorac      | HDZ i partneri       | 380 752    | 25,32 %    | Rezultati predsjedničkih izbora po županijama |
| važećih listića                       | važećih listića      | važećih listića      | 1 503 611  | 96,33 %    | Rezultati predsjedničkih izbora po županijama |
| nevažećih listića                     | nevažećih listića    | nevažećih listića    | 57 209     | 3,67 %     | Rezultati predsjedničkih izbora po županijama |
| Ukupno glasača                        | Ukupno glasača       | Ukupno glasača       | 1 561 223  | 44,18 %    | Rezultati predsjedničkih izbora po županijama |
| Registriranih birača                  | Registriranih birača | Registriranih birača | 3 533 441  | 100,00 %   | Zoran Milanović Dragan Primorac               |
| Izvor za drugi krug izbora: Izbori.hr |                      |                      |            |            | Zoran Milanović Dragan Primorac               |

#### Zanimljivosti
- Zoran Milanović dobio je 88 689 glasova više u odnosu na izbore za prvi mandat 2019. godine.
- Zoran Milanović dobio je 7914 glasova više od njegove prethodnice Kolinde Grabar Kitarović 2014. godine.
- Dragan Primorac je dobio najmanje glasova od svih kandidata koji su gubili u drugom krugu predsjedničkih izbora.[55]
- Zoran Milanović osvojio je sve županije.
- Zoran Milanović osvojio je 18 gradova s više od 70 % glasova.
- Zoran Milanović ostvario je najbolji rezultat u gradu Labinu s 94,39 % glasova
- Zoran Milanović osvojio je potporu i u četiri najveća grada: u Zagrebu (79,4 %), Splitu (75,3 %), Rijeci (84,1 %) te Osijeku (72,5 %).
- Zoran Milanović pobijedio je u 393 od 428 općina.
- Zoran Milanović pobijedio je u 123 od 128 gradova, a Dragan Primorac pobijedio je preostalih pet: u Imotskom, Trilju, Vrlici, Senju i Drnišu.
- U općini Civljani svi glasači (37) glasali su za Zoran Milanovića.
- U općini Zažablje i Zoran Milanović i Dragan Primorac osvojili su 120 glasova te je rezultat 50,0 % – 50,0 %.
- Dragan Primorac pobijedio je u inozemstvu s više od 13 892 glasova, a Zoran Milanović je osvojio 6985 glasova.
- Dragan Primorac pobijedio je u Argentini, Australiji, Bosni i Hercegovini, Francuskoj, Kanadi, Njemačkoj, Švicarskoj i Turskoj, a Zoran Milanović u Katru, Kini, Kosovu, Mađarskoj, Nizozemskoj, Norveškoj, Poljskoj, Portugalu, Sjevernoj Makedoniji, Rumunjskoj, Rusiji, SAD-u, Slovačkoj, Sloveniji, Španjolskoj, Švedskoj, Ujedinjenim Arapskim Emiratima i Ujedinjenom Kraljevstvu.
- Na drugom krugu izbora bilo je 57 209 nevažećih listića (3,67 %), dok je prethodnih predsjedničkih izbora 2019. godine bilo 89 415 nevažećih listića (4,35 %), kad je kandidat Miroslav Škoro pozvao svoje glasače da ponište svoj listić.[56]

## Istraživanja javnog mnijenja uoči prvog kruga

### Prvi krug
| Datum         | Agencija                                                                                   | Milanović                                                                                  | Primorac                                                                                   | Selak Raspudić                                                                             | Kekin                                                                                      | Jonjić                                                                                     | Bulj                                                                                       | Lozo                                                                                       | Tokić Kartelo                                                                              | Kolakušić                                                                                  | Vidović Krišto                                                                             | Keleminec                                                                                  | Perović                                                                                    | Pilić                                                                                      | Weiss                                                                                      | Karabatić                                                                                  | Filić                                                                                      | netko drugi                                                                                | neodlučni /ne zna                                                                          |
| ------------- | ------------------------------------------------------------------------------------------ | ------------------------------------------------------------------------------------------ | ------------------------------------------------------------------------------------------ | ------------------------------------------------------------------------------------------ | ------------------------------------------------------------------------------------------ | ------------------------------------------------------------------------------------------ | ------------------------------------------------------------------------------------------ | ------------------------------------------------------------------------------------------ | ------------------------------------------------------------------------------------------ | ------------------------------------------------------------------------------------------ | ------------------------------------------------------------------------------------------ | ------------------------------------------------------------------------------------------ | ------------------------------------------------------------------------------------------ | ------------------------------------------------------------------------------------------ | ------------------------------------------------------------------------------------------ | ------------------------------------------------------------------------------------------ | ------------------------------------------------------------------------------------------ | ------------------------------------------------------------------------------------------ | ------------------------------------------------------------------------------------------ |
| Datum         | Agencija                                                                                   |                                                                                            |                                                                                            |                                                                                            |                                                                                            |                                                                                            |                                                                                            |                                                                                            |                                                                                            |                                                                                            |                                                                                            |                                                                                            |                                                                                            |                                                                                            |                                                                                            |                                                                                            |                                                                                            | netko drugi                                                                                | neodlučni /ne zna                                                                          |
| 6. lip 2024.  | 2X1/Večernji list                                                                          | 34,0 %                                                                                     | –                                                                                          | –                                                                                          | –                                                                                          | 3,5 %                                                                                      | –                                                                                          | –                                                                                          | –                                                                                          | –                                                                                          | –                                                                                          | –                                                                                          | –                                                                                          | –                                                                                          | –                                                                                          | –                                                                                          | –                                                                                          | 49,5 %                                                                                     | 8,9 %                                                                                      |
| 6. srp 2024.  | Promocija plus/RTL                                                                         | 35,9 %                                                                                     | 7,7 %                                                                                      | 7,3 %                                                                                      | 5,9 %                                                                                      | –                                                                                          | –                                                                                          | –                                                                                          | –                                                                                          | –                                                                                          | –                                                                                          | 2,4 %                                                                                      | –                                                                                          | –                                                                                          | –                                                                                          | –                                                                                          | –                                                                                          | 19,4 %                                                                                     | 12,0 %                                                                                     |
| 4. kol 2024.  | Ipsos/Nova TV                                                                              | 32,0 %                                                                                     | 28,0 %                                                                                     | 20,0 %                                                                                     | 9,0 %                                                                                      | –                                                                                          | –                                                                                          | –                                                                                          | –                                                                                          | –                                                                                          | –                                                                                          | –                                                                                          | –                                                                                          | –                                                                                          | –                                                                                          | –                                                                                          | –                                                                                          | –                                                                                          | 13,0 %                                                                                     |
| 7. ruj 2024.  | Promocija Plus/RTL                                                                         | 36,3 %                                                                                     | 21,2 %                                                                                     | 8,2 %                                                                                      | 4,8 %                                                                                      | –                                                                                          | –                                                                                          | –                                                                                          | –                                                                                          | 1,2 %                                                                                      | –                                                                                          | –                                                                                          | –                                                                                          | –                                                                                          | –                                                                                          | –                                                                                          | –                                                                                          | 4,6 %                                                                                      | 15,5 %                                                                                     |
| 30. ruj 2024. | 2X1/Večernji list                                                                          | 42,5 %                                                                                     | 25,4 %                                                                                     | 12,1 %                                                                                     | 6,8 %                                                                                      | –                                                                                          | –                                                                                          | –                                                                                          | –                                                                                          | –                                                                                          | –                                                                                          | –                                                                                          | –                                                                                          | –                                                                                          | 3,5 %                                                                                      | –                                                                                          | –                                                                                          | –                                                                                          | 8,9 %                                                                                      |
| 21. lis 2024. | Promocija plus/HRT                                                                         | 36,5 %                                                                                     | 23,9 %                                                                                     | 9,4 %                                                                                      | 7,1 %                                                                                      | 1,4 %                                                                                      | 2,9 %                                                                                      | 3,1 %                                                                                      | –                                                                                          | 1,6 %                                                                                      | –                                                                                          | 0,4 %                                                                                      | –                                                                                          | –                                                                                          | 0,4 %                                                                                      | –                                                                                          | –                                                                                          | –                                                                                          | 12,1 %                                                                                     |
| 25. lis 2024. | Ipsos/Nova TV                                                                              | 37,0 %                                                                                     | 25,8 %                                                                                     | 7,8 %                                                                                      | 5,8 %                                                                                      | –                                                                                          | 3,0 %                                                                                      | –                                                                                          | –                                                                                          | 3,3 %                                                                                      | –                                                                                          | –                                                                                          | –                                                                                          | –                                                                                          | –                                                                                          | –                                                                                          | –                                                                                          | < 3%                                                                                       | 14,4 %                                                                                     |
| 3. stu 2024.  | 2X1/Večernji list                                                                          | 35,8 %                                                                                     | 23,2 %                                                                                     | 10,3 %                                                                                     | 7,2 %                                                                                      | 2,8 %                                                                                      | 2,9 %                                                                                      | 3,0 %                                                                                      | –                                                                                          | 1,9 %                                                                                      | –                                                                                          | –                                                                                          | –                                                                                          | –                                                                                          | –                                                                                          | –                                                                                          | –                                                                                          | –                                                                                          | –                                                                                          |
| 9. stu 2024.  | Promocija plus/RTL                                                                         | 38,3 %                                                                                     | 21,3 %                                                                                     | 10,0 %                                                                                     | 7,6 %                                                                                      | 0,9 %                                                                                      | 3,8 %                                                                                      | 1,3 %                                                                                      | 0,6 %                                                                                      | 1,1 %                                                                                      | –                                                                                          | 0,6 %                                                                                      | –                                                                                          | –                                                                                          | –                                                                                          | –                                                                                          | –                                                                                          | 0,2 %                                                                                      | 14,4 %                                                                                     |
| 21. stu 2024. | Promocija plus/HRT                                                                         | 36,8 %                                                                                     | 22,0 %                                                                                     | 9,0 %                                                                                      | 7,5 %                                                                                      | 1,6 %                                                                                      | 4,3 %                                                                                      | 2,1 %                                                                                      | 0,4 %                                                                                      | 1,5 %                                                                                      | –                                                                                          | 0,3 %                                                                                      | –                                                                                          | –                                                                                          | 0,2 %                                                                                      | –                                                                                          | –                                                                                          | –                                                                                          | 14,1 %                                                                                     |
| 25. stu 2024. | Ipsos/Nova TV                                                                              | 35,1 %                                                                                     | 24,5 %                                                                                     | 8,0 %                                                                                      | 6,8 %                                                                                      | –                                                                                          | 3,9 %                                                                                      | –                                                                                          | –                                                                                          | –                                                                                          | –                                                                                          | –                                                                                          | –                                                                                          | –                                                                                          | –                                                                                          | –                                                                                          | –                                                                                          | < 3%                                                                                       | 13,4 %                                                                                     |
| 2. pro 2024.  | 2X1/Večernji list                                                                          | 35,76 %                                                                                    | 26,53 %                                                                                    | 11,31 %                                                                                    | 6,37 %                                                                                     | 2,08 %                                                                                     | 3,51 %                                                                                     | 2,47 %                                                                                     | –                                                                                          | –                                                                                          | –                                                                                          | –                                                                                          | –                                                                                          | –                                                                                          | –                                                                                          | –                                                                                          | –                                                                                          | –                                                                                          | 10,53 %                                                                                    |
| 6. pro 2024.  | Promocija plus/RTL                                                                         | 37,4 %                                                                                     | 20,8 %                                                                                     | 10,4 %                                                                                     | 9,2 %                                                                                      | 0,9                                                                                        | 3,7 %                                                                                      | 1,3 %                                                                                      | 0,2 %                                                                                      | 1,6 %                                                                                      | 1,6 %                                                                                      | 0,1 %                                                                                      | –                                                                                          | –                                                                                          | 0,6 %                                                                                      | –                                                                                          | 0,1 %                                                                                      | 0,3 %                                                                                      | 12,0 %                                                                                     |
| 13. pro 2024. | Internet sučeljavanje dijela službenih kandidata u 10 sati u organizaciji Večernjeg lista. | Internet sučeljavanje dijela službenih kandidata u 10 sati u organizaciji Večernjeg lista. | Internet sučeljavanje dijela službenih kandidata u 10 sati u organizaciji Večernjeg lista. | Internet sučeljavanje dijela službenih kandidata u 10 sati u organizaciji Večernjeg lista. | Internet sučeljavanje dijela službenih kandidata u 10 sati u organizaciji Večernjeg lista. | Internet sučeljavanje dijela službenih kandidata u 10 sati u organizaciji Večernjeg lista. | Internet sučeljavanje dijela službenih kandidata u 10 sati u organizaciji Večernjeg lista. | Internet sučeljavanje dijela službenih kandidata u 10 sati u organizaciji Večernjeg lista. | Internet sučeljavanje dijela službenih kandidata u 10 sati u organizaciji Večernjeg lista. | Internet sučeljavanje dijela službenih kandidata u 10 sati u organizaciji Večernjeg lista. | Internet sučeljavanje dijela službenih kandidata u 10 sati u organizaciji Večernjeg lista. | Internet sučeljavanje dijela službenih kandidata u 10 sati u organizaciji Večernjeg lista. | Internet sučeljavanje dijela službenih kandidata u 10 sati u organizaciji Večernjeg lista. | Internet sučeljavanje dijela službenih kandidata u 10 sati u organizaciji Večernjeg lista. | Internet sučeljavanje dijela službenih kandidata u 10 sati u organizaciji Večernjeg lista. | Internet sučeljavanje dijela službenih kandidata u 10 sati u organizaciji Večernjeg lista. | Internet sučeljavanje dijela službenih kandidata u 10 sati u organizaciji Večernjeg lista. | Internet sučeljavanje dijela službenih kandidata u 10 sati u organizaciji Večernjeg lista. | Internet sučeljavanje dijela službenih kandidata u 10 sati u organizaciji Večernjeg lista. |
| 16. pro 2024. | 2X1/Večernji list                                                                          | 35,49 %                                                                                    | 26,91 %                                                                                    | 12,27 %                                                                                    | 6,86 %                                                                                     | 2,24 %                                                                                     | 3,43 %                                                                                     | 2,51 %                                                                                     | 0,26 %                                                                                     | –                                                                                          | –                                                                                          | –                                                                                          | –                                                                                          | –                                                                                          | –                                                                                          | –                                                                                          | –                                                                                          | –                                                                                          | 9,76 %                                                                                     |
| 21. pro 2024. | Promocija plus/HRT                                                                         | 38,9 %                                                                                     | 22,9 %                                                                                     | 9,6 %                                                                                      | 8,8 %                                                                                      | 1,3 %                                                                                      | 3,6 %                                                                                      | 3,5 %                                                                                      | 0,7 %                                                                                      | –                                                                                          | –                                                                                          | –                                                                                          | –                                                                                          | –                                                                                          | –                                                                                          | –                                                                                          | –                                                                                          | –                                                                                          | 10,6 %                                                                                     |
| 22. pro 2024. | Televizijsko sučeljavanje dijela službenih kandidata na N1 televiziji je otkazano.         | Televizijsko sučeljavanje dijela službenih kandidata na N1 televiziji je otkazano.         | Televizijsko sučeljavanje dijela službenih kandidata na N1 televiziji je otkazano.         | Televizijsko sučeljavanje dijela službenih kandidata na N1 televiziji je otkazano.         | Televizijsko sučeljavanje dijela službenih kandidata na N1 televiziji je otkazano.         | Televizijsko sučeljavanje dijela službenih kandidata na N1 televiziji je otkazano.         | Televizijsko sučeljavanje dijela službenih kandidata na N1 televiziji je otkazano.         | Televizijsko sučeljavanje dijela službenih kandidata na N1 televiziji je otkazano.         | Televizijsko sučeljavanje dijela službenih kandidata na N1 televiziji je otkazano.         | Televizijsko sučeljavanje dijela službenih kandidata na N1 televiziji je otkazano.         | Televizijsko sučeljavanje dijela službenih kandidata na N1 televiziji je otkazano.         | Televizijsko sučeljavanje dijela službenih kandidata na N1 televiziji je otkazano.         | Televizijsko sučeljavanje dijela službenih kandidata na N1 televiziji je otkazano.         | Televizijsko sučeljavanje dijela službenih kandidata na N1 televiziji je otkazano.         | Televizijsko sučeljavanje dijela službenih kandidata na N1 televiziji je otkazano.         | Televizijsko sučeljavanje dijela službenih kandidata na N1 televiziji je otkazano.         | Televizijsko sučeljavanje dijela službenih kandidata na N1 televiziji je otkazano.         | Televizijsko sučeljavanje dijela službenih kandidata na N1 televiziji je otkazano.         | Televizijsko sučeljavanje dijela službenih kandidata na N1 televiziji je otkazano.         |
| 23. pro 2024. | Televizijsko sučeljavanje svih službenih kandidata u 20 sati na HTV 1.                     | Televizijsko sučeljavanje svih službenih kandidata u 20 sati na HTV 1.                     | Televizijsko sučeljavanje svih službenih kandidata u 20 sati na HTV 1.                     | Televizijsko sučeljavanje svih službenih kandidata u 20 sati na HTV 1.                     | Televizijsko sučeljavanje svih službenih kandidata u 20 sati na HTV 1.                     | Televizijsko sučeljavanje svih službenih kandidata u 20 sati na HTV 1.                     | Televizijsko sučeljavanje svih službenih kandidata u 20 sati na HTV 1.                     | Televizijsko sučeljavanje svih službenih kandidata u 20 sati na HTV 1.                     | Televizijsko sučeljavanje svih službenih kandidata u 20 sati na HTV 1.                     | Televizijsko sučeljavanje svih službenih kandidata u 20 sati na HTV 1.                     | Televizijsko sučeljavanje svih službenih kandidata u 20 sati na HTV 1.                     | Televizijsko sučeljavanje svih službenih kandidata u 20 sati na HTV 1.                     | Televizijsko sučeljavanje svih službenih kandidata u 20 sati na HTV 1.                     | Televizijsko sučeljavanje svih službenih kandidata u 20 sati na HTV 1.                     | Televizijsko sučeljavanje svih službenih kandidata u 20 sati na HTV 1.                     | Televizijsko sučeljavanje svih službenih kandidata u 20 sati na HTV 1.                     | Televizijsko sučeljavanje svih službenih kandidata u 20 sati na HTV 1.                     | Televizijsko sučeljavanje svih službenih kandidata u 20 sati na HTV 1.                     | Televizijsko sučeljavanje svih službenih kandidata u 20 sati na HTV 1.                     |
| 26. pro 2024. | Promocija plus/RTL                                                                         | 39,3 %                                                                                     | 24,3 %                                                                                     | 10,0 %                                                                                     | 8,1 %                                                                                      | 2,0 %                                                                                      | 3,8 %                                                                                      | 2,2 %                                                                                      | 0,6 %                                                                                      | –                                                                                          | –                                                                                          | –                                                                                          | –                                                                                          | –                                                                                          | –                                                                                          | –                                                                                          | –                                                                                          | –                                                                                          | 9,8 %                                                                                      |
| 27. pro 2024. | Ipsos/Nova TV                                                                              | 37,2 %                                                                                     | 20,4 %                                                                                     | 10,6 %                                                                                     | 10,2%                                                                                      | 3,1 %                                                                                      | 4,4 %                                                                                      | 3,5 %                                                                                      | 0,5 %                                                                                      | –                                                                                          | –                                                                                          | –                                                                                          | –                                                                                          | –                                                                                          | –                                                                                          | –                                                                                          | –                                                                                          | –                                                                                          | 10,1 %                                                                                     |
| 27. pro 2024. | Televizijsko sučeljavanje dijela službenih kandidata u 20 sati na RTL-u.                   | Televizijsko sučeljavanje dijela službenih kandidata u 20 sati na RTL-u.                   | Televizijsko sučeljavanje dijela službenih kandidata u 20 sati na RTL-u.                   | Televizijsko sučeljavanje dijela službenih kandidata u 20 sati na RTL-u.                   | Televizijsko sučeljavanje dijela službenih kandidata u 20 sati na RTL-u.                   | Televizijsko sučeljavanje dijela službenih kandidata u 20 sati na RTL-u.                   | Televizijsko sučeljavanje dijela službenih kandidata u 20 sati na RTL-u.                   | Televizijsko sučeljavanje dijela službenih kandidata u 20 sati na RTL-u.                   | Televizijsko sučeljavanje dijela službenih kandidata u 20 sati na RTL-u.                   | Televizijsko sučeljavanje dijela službenih kandidata u 20 sati na RTL-u.                   | Televizijsko sučeljavanje dijela službenih kandidata u 20 sati na RTL-u.                   | Televizijsko sučeljavanje dijela službenih kandidata u 20 sati na RTL-u.                   | Televizijsko sučeljavanje dijela službenih kandidata u 20 sati na RTL-u.                   | Televizijsko sučeljavanje dijela službenih kandidata u 20 sati na RTL-u.                   | Televizijsko sučeljavanje dijela službenih kandidata u 20 sati na RTL-u.                   | Televizijsko sučeljavanje dijela službenih kandidata u 20 sati na RTL-u.                   | Televizijsko sučeljavanje dijela službenih kandidata u 20 sati na RTL-u.                   | Televizijsko sučeljavanje dijela službenih kandidata u 20 sati na RTL-u.                   | Televizijsko sučeljavanje dijela službenih kandidata u 20 sati na RTL-u.                   |
| 29. pro 2024. | Prvi krug predsjedničkih izbora.                                                           | Prvi krug predsjedničkih izbora.                                                           | Prvi krug predsjedničkih izbora.                                                           | Prvi krug predsjedničkih izbora.                                                           | Prvi krug predsjedničkih izbora.                                                           | Prvi krug predsjedničkih izbora.                                                           | Prvi krug predsjedničkih izbora.                                                           | Prvi krug predsjedničkih izbora.                                                           | Prvi krug predsjedničkih izbora.                                                           | Prvi krug predsjedničkih izbora.                                                           | Prvi krug predsjedničkih izbora.                                                           | Prvi krug predsjedničkih izbora.                                                           | Prvi krug predsjedničkih izbora.                                                           | Prvi krug predsjedničkih izbora.                                                           | Prvi krug predsjedničkih izbora.                                                           | Prvi krug predsjedničkih izbora.                                                           | Prvi krug predsjedničkih izbora.                                                           | Prvi krug predsjedničkih izbora.                                                           | Prvi krug predsjedničkih izbora.                                                           |
| 29. pro 2024. | Ipsos/izlazne ankete                                                                       | 50,73 %                                                                                    | 19,04 %                                                                                    | 9,27 %                                                                                     | 8,76 %                                                                                     | 3,90 %                                                                                     | 3,67 %                                                                                     | 2,47 %                                                                                     | 0,89 %                                                                                     | –                                                                                          | –                                                                                          | –                                                                                          | –                                                                                          | –                                                                                          | –                                                                                          | –                                                                                          | –                                                                                          | –                                                                                          | –                                                                                          |

### Drugi krug

##### Milanović – Stier
| Datum           | Agencija           | Milanović | Stier  | neodlučni /ne zna | razlika |
| --------------- | ------------------ | --------- | ------ | ----------------- | ------- |
| Datum           | Agencija           |           |        | neodlučni /ne zna | razlika |
| 6. srpnja 2024. | Promocija plus/RTL | 54,2 %    | 31,6 % | 8,6 %             | 22,6 %  |

Objavom kandidature Dragana Primorca uz podršku HDZ-a, više se ne provodi istraživanje kandidata Milanović – Stier u drugom krugu.

##### Milanović – Primorac
| Datum               | Agencija           | Milanović | Primorac | neodlučni /ne zna | neće izaći | razlika |
| ------------------- | ------------------ | --------- | -------- | ----------------- | ---------- | ------- |
| Datum               | Agencija           |           |          | neodlučni /ne zna | neće izaći | razlika |
| 4. kolovoza 2024.   | Ipsos/Nova TV      | 49,0 %    | 40,0 %   | 11,0 %            | –          | 9,0 %   |
| 7. rujna 2024.      | Promocija plus/RTL | 48,3 %    | 34,0 %   | 10,3 %            | –          | 14,3 %  |
| 21. listopada 2024. | Promocija plus/HRT | 52,6 %    | 33,9 %   | 6,1 %             | –          | 18,7 %  |
| 25. listopada 2024. | Ipsos/Nova TV      | 51,0 %    | 35,6 %   | 8,8%              | 4,5 %      | 15,4 %  |
| 9. studenoga 2024.  | Promocija plus/RTL | 53,9 %    | 30,2 %   | 8,0 %             | 7,9 %      | 23,7 %  |
| 21. studenoga 2024. | Promocija plus/HRT | 52,0 %    | 33,1 %   | 7,7 %             | 7,1 %      | 18,9 %  |
| 25. studenoga 2024. | Ipsos/Nova TV      | 53,5 %    | 30,3 %   | 10,0 %            | 6,1 %      | 23,2 %  |
| 6. prosinca 2024.   | Promocija plus/RTL | 54,9 %    | 28,9 %   | 9,0 %             | 7,2 %      | 26,0 %  |
| 21. prosinca 2024.  | Promocija plus/HRT | 54,2 %    | 33,8 %   | 6,3 %             | 5,8 %      | 20,4 %  |
| 26. prosinca 2024.  | Promocija plus/RTL | 54,4 %    | 34,1 %   | 6,9 %             | 4,5 %      | 20,3 %  |
| 27. prosinca 2024.  | Ipsos/Nova TV      | 57,7 %    | 29,5 %   | 7,8 %             | 5,1 %      | 28,2 %  |

##### Milanović – Selak Raspudić
| Datum               | Agencija           | Milanović | Selak Raspudić | neodlučni /ne zna | neće izaći | razlika |
| ------------------- | ------------------ | --------- | -------------- | ----------------- | ---------- | ------- |
| Datum               | Agencija           |           |                | neodlučni /ne zna | neće izaći | razlika |
| 25. listopada 2024. | Ipsos/Nova TV      | 51,0 %    | 28,5 %         | 11,0 %            | 10,5 %     | 22,5 %  |
| 25. studenoga 2024. | Ipsos/Nova TV      | 47,7 %    | 31,9 %         | 13,4 %            | 7,0 %      | 15,8 %  |
| 26. prosinca 2024.  | Promocija plus/RTL | 48,7 %    | 35,1 %         | 10,4 %            | 5,8 %      | 13,6 %  |

##### Selak Raspudić – Primorac
| Datum               | Agencija      | Selak Raspudić | Primorac | neodlučni /ne zna | neće izaći | razlika |
| ------------------- | ------------- | -------------- | -------- | ----------------- | ---------- | ------- |
| Datum               | Agencija      |                |          | neodlučni /ne zna | neće izaći | razlika |
| 25. listopada 2024. | Ipsos/Nova TV | 38,1 %         | 35,3 %   | 15,3 %            | 11,3 %     | 2,8 %   |
| 25. studenoga 2024. | Ipsos/Nova TV | 45,7 %         | 29,6 %   | 14,0 %            | 10,7 %     | 16,1 %  |

## Istraživanja javnog mnijenja uoči drugog kruga
| Datum              | Agencija                                                                                       | Milanović                                                                           | Primorac                                                                            | neodlučni /ne zna                                                                   | prekrižit će listić                                                                 | neće izaći                                                                          | razlika                                                                             |
| ------------------ | ---------------------------------------------------------------------------------------------- | ----------------------------------------------------------------------------------- | ----------------------------------------------------------------------------------- | ----------------------------------------------------------------------------------- | ----------------------------------------------------------------------------------- | ----------------------------------------------------------------------------------- | ----------------------------------------------------------------------------------- |
| Datum              | Agencija                                                                                       |                                                                                     |                                                                                     | neodlučni /ne zna                                                                   | prekrižit će listić                                                                 | neće izaći                                                                          | razlika                                                                             |
| 5. siječnja 2025.  | Televizijsko sučeljavanje kandidata u drugom krugu na N1 televiziji je otkazano.               | Televizijsko sučeljavanje kandidata u drugom krugu na N1 televiziji je otkazano.    | Televizijsko sučeljavanje kandidata u drugom krugu na N1 televiziji je otkazano.    | Televizijsko sučeljavanje kandidata u drugom krugu na N1 televiziji je otkazano.    | Televizijsko sučeljavanje kandidata u drugom krugu na N1 televiziji je otkazano.    | Televizijsko sučeljavanje kandidata u drugom krugu na N1 televiziji je otkazano.    | Televizijsko sučeljavanje kandidata u drugom krugu na N1 televiziji je otkazano.    |
| 5. siječnja 2025.  | Televizijsko sučeljavanje kandidata u drugom krugu na Novoj TV je otkazano.                    | Televizijsko sučeljavanje kandidata u drugom krugu na Novoj TV je otkazano.         | Televizijsko sučeljavanje kandidata u drugom krugu na Novoj TV je otkazano.         | Televizijsko sučeljavanje kandidata u drugom krugu na Novoj TV je otkazano.         | Televizijsko sučeljavanje kandidata u drugom krugu na Novoj TV je otkazano.         | Televizijsko sučeljavanje kandidata u drugom krugu na Novoj TV je otkazano.         | Televizijsko sučeljavanje kandidata u drugom krugu na Novoj TV je otkazano.         |
| 7. siječnja 2025.  | Televizijsko sučeljavanje kandidata u 20 sat na HTV 1.                                         | Televizijsko sučeljavanje kandidata u 20 sat na HTV 1.                              | Televizijsko sučeljavanje kandidata u 20 sat na HTV 1.                              | Televizijsko sučeljavanje kandidata u 20 sat na HTV 1.                              | Televizijsko sučeljavanje kandidata u 20 sat na HTV 1.                              | Televizijsko sučeljavanje kandidata u 20 sat na HTV 1.                              | Televizijsko sučeljavanje kandidata u 20 sat na HTV 1.                              |
| 9. siječnja 2025.  | Promocija plus/RTL                                                                             | 62,5 %                                                                              | 27,8 %                                                                              | 6,8 %                                                                               | 2,9 %                                                                               | –                                                                                   | 34,7 %                                                                              |
| 10. siječnja 2025. | Promocija plus/HRT Arhivirana inačica izvorne stranice od 10. siječnja 2025. (Wayback Machine) | 63,1 %                                                                              | 28,2 %                                                                              | 5,9 %                                                                               | 2,8 %                                                                               | –                                                                                   | 34,9 %                                                                              |
| 10. siječnja 2025. | Ipsos/Nova TV                                                                                  | 67,4 %                                                                              | 26,8 %                                                                              | 5,8 %                                                                               | –                                                                                   | –                                                                                   | 40,6 %                                                                              |
| 10. siječnja 2025. | Televizijsko sučeljavanje kandidata u drugom krugu na RTL-u televiziji je otkazano.            | Televizijsko sučeljavanje kandidata u drugom krugu na RTL-u televiziji je otkazano. | Televizijsko sučeljavanje kandidata u drugom krugu na RTL-u televiziji je otkazano. | Televizijsko sučeljavanje kandidata u drugom krugu na RTL-u televiziji je otkazano. | Televizijsko sučeljavanje kandidata u drugom krugu na RTL-u televiziji je otkazano. | Televizijsko sučeljavanje kandidata u drugom krugu na RTL-u televiziji je otkazano. | Televizijsko sučeljavanje kandidata u drugom krugu na RTL-u televiziji je otkazano. |
| 12. siječnja 2025. | Drugi krug predsjedničkih izbora.                                                              | Drugi krug predsjedničkih izbora.                                                   | Drugi krug predsjedničkih izbora.                                                   | Drugi krug predsjedničkih izbora.                                                   | Drugi krug predsjedničkih izbora.                                                   | Drugi krug predsjedničkih izbora.                                                   | Drugi krug predsjedničkih izbora.                                                   |
| 12. siječnja 2025. | Ipsos/izlazne ankete                                                                           | 77,7 %                                                                              | 22,3 %                                                                              | –                                                                                   | –                                                                                   | –                                                                                   | 55,4 %                                                                              |

## Odjeci
Skupina hrvatskih branitelja iz Imotskog održala je 7. prosinca 2024. prosvjed na graničnom prijelazu Vinjani Donji – Gorica zbog, prema njihovim tvrdnjama, medijske blokade kandidata Tomislava Jonjića.